# 산따라 물따라 딴따라
《산따라 물따라 딴따라》는 TV조선에서 방영된 예능 텔레비전 프로그램이다.

## 고정 출연진
- 안성훈
- 박지현
- 진해성
- 나상도
- 최수호
- 진욱
- 박성온